# Korpijärvi (Mäntyharju)
Der Korpijärvi ist ein mittelgroßer See in der Landschaft Südsavo im Südosten Finnlands.
Der 31 km² große See liegt westlich des Saimaa-Seensystems und nördlich des Salpausselkä-Höhenzugs. Er wird von der Staatsstraße 15, die mit ihrem nördlichen Abschnitt die Städte Kouvola und Mikkeli verbindet, in zwei Hälften geteilt. An seinem Ostufer liegt das Dorf Halmeniemi.
Die größten Inseln sind Ilkonsaari (19 ha) und Korpisaari (18 ha).
Zu den im Korpijärvi vorkommenden Fischarten zählen Flussbarsch, Europäische Äsche, Hecht, Atlantischer Lachs, Stint, Kleine Maräne, Wandersaibling und andere.